# Cepelin
Cepelin (zeppelin), zračni brod ili dirižabl (fr. dirigeable, upravljiv) je zrakoplov duguljastog oblika punjen plinom lakšim od zraka, koji se od 1900. do 1940. godine koristio za prijevoz putnika kao i u vojne svrhe. Danas se zbog svoje veličine češće koristi za razgledavanja kao i oglašavanja tvrtki tijekom masovnih događanja poput manifestacija, koncerata i sl.
Ime cepelin potječe od prvog konstruktora takvog zrakoplova Ferdinanda von Zeppelina. 
Početne konstrukcijske ideje za takvu vrstu zrakoplova von Zeppelin je dobio od udovice mađarskog izumitelja židovskog podrijetla Davida Schwarza koje je kasnije sam patentirao. 
Dana 2. srpnja 1900. godine izveden je iznad Bodenskog jezera prvi let cepelinom (registarske oznake LZ 1). Taj let je trajao 18 minuta. 
Prvi komercijalni letovi počeli su 1909. godine s cepelinom LZ 6. Tijekom Prvog svjetskog rata, njemačka vojska koristila je cepeline kao bombardere i izviđače. 
Od 1920. godine cepelini postaju popularni za zračni prijevoz putnika. Vrhunac dostižu 1930-ih godina s cepelinima LZ 127 Graf Zeppelin i LZ 129 Hindenburg kada počinju s redovnim transatlantskim letovima iz Njemačke u Sjevernu i Južnu Ameriku. 

## Odlike
Najvažnija značajka cepelinovog dizajna je kruta konstrukcija od lakog metala koju čine pregrade prstenastog oblika povezane uzdužnim nosačima i upornicama. Prednost ovog dizajna je da zrakoplov može biti puno veći od zrakoplova bez krute konstrukcije (Blimp) jer radi lake konstrukcije (obično magnezij ili legure aluminija), omogućuje cepelinu nositi teže terete, a ugraditi se može više motora ili jači motori.
Prvi cepelini bili su oblika izduženog cilindra koji su se prema kraju sužavali. Na suženom dijelu nalazilo se više stabilizatora za održavanje stabilnosti pravca leta. Tijekom Drugog svjetskog rata, kao rezultat poboljšanja suparničke tvrtke Schutte-Lanz Luftschiffbau, dizajn je poprimio uravnoteženiji oblik a stabilizatori repnih površina postavljeni su križno, što se kasnije koristilo na gotovo svim zračnim brodovima od tada. Unutar tog vanjskog omotača ugrađivano je više odvojenih nepropusnih komora (plinskih vreća) napunjenih plinom lakšim od zraka, najčešće vodikom, dok se u Americi uglavnom koristio helij. Na većini krutih zračnih brodova komore za plin su izrađivane od ploča (listova) napravljenih istezanjem kravljih crijeva. Ploče su zatim pozlaćene zlatnom bojom (debljine 1μm). Za jedan cepelin korišten u Prvom svjetskom ratu bilo je potrebno oko 200.000 takvih ploča. One su se međusobno spajale stvarajući tako nepropusnu naslagu. Ne-kruti zračni brodovi imaju samo jednu plinsku komoru koja zračnom brodu daje i oblik.
Potisak prema naprijed ostvaruje se pomoću nekoliko motora s unutarnjim izgaranjem. Gondole s motorima učvršćene su na konstrukciju cepelina. Tvrtka Zeppelin bila je sklona koristiti motore s paljenjem pomoću svjećica a kao gorivo korišten je Blaugas, oblik ukapljenog benzina nazvanog po svom izumitelju dr. Hermannu Blau. Prednost ovog goriva bila je mogućnost njegovog skladištenja u plinovitom stanju u otprilike istoj gustoći kao i zrak. U usporedbi, kod britanske letjelice R101 uvedeni su dizelski motori Beardmore Tornado koji su, iako puno sigurniji za korištenje kod takvih letjelica u okruženju vodikom bogate atmosfere, imaju nizak odnos snage i mase, ograničavajući tako svojom težinom korisni teret. U tadašnje vrijeme ti motori bili su i nepouzdani radi nedostatka njihovog razvoja. Osim kormilima cepelinom se također moglo upravljati prilagodbom snage motora i selektivnim postavljanjem potiska jednog od motora unazad.
Relativno mali prostor za putnike i posadu nalazio se na donjem dijelu konstrukcije. Na velikim cepelinima boravišni i teretni prostori su iz aerodinamičkih razloga bili smješteni u unutrašnjosti konstrukcije.

## Moderno doba
Od 1990-ih Zeppelin NT, podružnica tvrtke Zeppelin konglomerata koja je gradila izvorne njemačke cepeline, razvija cepelin "nove tehnologije" (NT). Američka tvrtka Airship Ventures nedavno je u Kaliforniji ponovno uvela putničke letove s jednim od Cepelina NT.
U svibnju 2011. godine Goodyear je najavio kako će zamijeniti svoju flotu balona u obliku cepelina s Cepelinima NT s čime će obnoviti svoje partnerstvo koje je završilo prije preko 70 godina. Cepelini će se također proizvoditi u Americi.